# Comandante em chefe
Comandante em chefe (pré-AO 1990: comandante-em-chefe) ou abreviadamente comandante-chefe é o comandante das forças militares de uma nação, ou de um elemento significativo destas forças. Neste último caso, este elemento pode ser definido como as forças em determinada região, ou as forças que são associadas por uma determinada função em comum. Na prática, se refere às competências militares que são depositadas no Executivo de uma nação-Estado, como o seu chefe de Estado ou de governo. Frequentemente o comandante em chefe de um país não é um oficial patenteado ou sequer um veterano de guerra, e é por este estatuto legal que o controle civil das forças armadas é implementado naqueles Estados onde ele é exigido constitucionalmente.

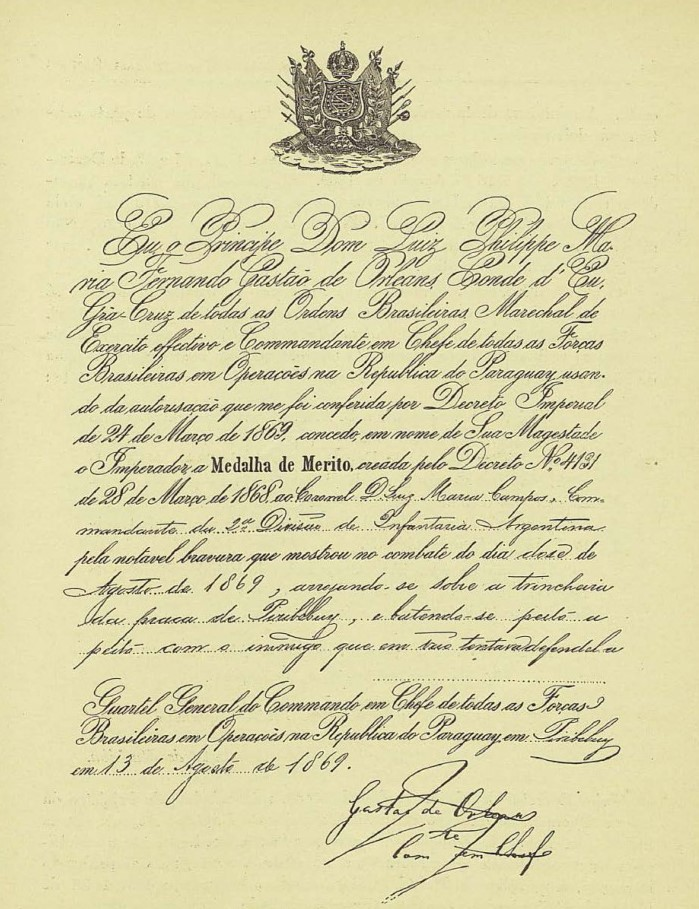
Documento de 1869 assinado pelo Conde D'Eu no comando em chefe das forças da Guerra do Paraguai.

O termo "comandante em chefe" é derivado do latim imperator. Os imperatores da República Romana e do Império Romano possuíam poderes de imperium ("comando"). Em seu uso moderno, o termo foi utilizado pela primeira vez pelo rei Carlos I da Inglaterra, em 1693. O chefe de Estado de uma nação costuma assumir o cargo; governadores coloniais também costumavam ser designados para o cargo nas suas respectivas colônias.
O comandante em chefe também pode ser designado de comandante supremo, termo que pode ser usado em circunstâncias específicas, para oficiais que tenham este poder e autoridade, nem sempre através de uma ditadura, e como um subordinado ao chefe de Estado. O termo também é utilizado para oficiais que tenham autoridade sobre ramos específicos das forças armadas, ou sobre um palco de operações num determinado conflito.
Dentro da OTAN e da União Europeia, o nome Chefe de Estado-Maior (em inglês Chief of Defence, CHOD) costuma ser usado como termo genérico para designar os comandantes militares de mais alta patente nas duas organizações, independentemente do título ostentado pelo oficial.